# Eliáš Galajda
Eliáš Galajda (ukrajinsky Илля Галайда, Ilja Halajda; 1. srpna 1931, Čertižné – 10. srpen 2017, Košice) byl slovenský spisovatel ukrajinské národnosti.

## Vzdělání
Lidovou školu navštěvoval v rodné obci, středoškolské vzdělání absolvoval na osmiletém Státním ruském gymnáziu v Humenném, kde odmaturoval v roce 1951 a kde rok působil jako pedagog. Odtud odešel studovat ruštinu a ukrajinštinu (1952–1953) na Filozofickou fakultu Univerzity Karlovy v Praze. Po prvním ročníku byl vyslán ke studiu do Saratova na Filologickou fakultu Státní univerzity N. G. Černyševského (rusky Саратовский государственный университет имени Н. Г. Чернышевского) (1953–1955) a na Filologickou fakultu Moskevské státní univerzity M. V. Lomonosova v Moskvě (1955–1958). V roce 1968 získal vysokoškolský titul PhDr., v roce 1972 mu byl udělen vědecký titul CSc. Za kandidátskou disertační práci Puškinove rozprávky. K problému realizmu rozprávok (Puškinovy pohádky. K problému realismu pohádek) a v roce 1976 mu byl přiznán titul doc. za habilitační práci Ruská autorská rozprávka v druhej polovici 18. storočia a prvej polovici 19. storočia (Ruská autorská pohádka v druhé polovině 18. století a první polovině 19. století).

## Práce
V roce 1958 začal pracovat v redakci ukrajinských časopisů Dukla a Družno vpered v Prešově jako redaktor. V letech 1960–1999 působil postupně jako asistent, odborný asistent a docent v Prešově na Katedře ruského jazyka Filozofické fakulty Univerzity Pavla Jozefa Šafárika v Košicích, která byla od roku 1997 společně s dalšími fakultami oddělena. Vznikla tak Prešovská univerzita v Prešově. Zde se v rámci pedagogické činnosti věnoval výuce disciplín: úvod do literární vědy, historie ruské kultury, folklór a dějiny staré ruské literatury, ruská literatura 19. století. Je spoluautorem učebnic Ruská literatúra pre 1. – 4. ročník stredných škôl (Ruská literatura pro 1. – 4. ročník středních škol, 1974 – 1975). Do konce života žil a tvořil v důchodu v Prešově. Zemřel po krátké těžké nemoci v nemocnici v Košicích, pohřben je na městském hřbitově v Prešově.

## Členství v profesních organizacích
- 1982 – člen Svazu slovenských spisovatelů
- 1991 – člen Spolku ukrajinských spisovatelů na Slovensku v rámci Asociace organizaci spisovatelů Slovenska
- 1995 – člen Svazu spisovatelů Ukrajiny

## Dílo

### Poezie
- 1963 – Ôsmi (Vosmero, 1963)[4] vstup do literatury cyklem básní zveřejněných v kolektivním sborníku
- 1974 – Vzplanutie (Spalachy)[5] úspěšný debut rozsáhlou básnickou sbírkou
- 1981 – Smäd srdca a zeme (Spraha sercia i zemli)[6] v této sbírce a následujících se výrazně projevilo poetické dozrávání až zralost
- 1986 – Nespavosť (Bezsońa)[7] – básnická sbírka
- 1991 – Balada o troch slnkách (Balada pro try soncia)[8]

V básních se věnuje rodnému kraji, vzpomínkám na dětství a tématům, v nichž konfrontuje svůj vnitřní svět s drsnou realitou.
V následujících dvou sbírkách se značně prohloubilo lyrické (emotivní) rozjímání nad osudem i perspektivou človeka.
- 1990 – Hory modré, hory (Hory syni, hory)[9]
- 1994 – Smútok môj každodenný (Moja pečaľ povsjakdenná)[10] – básnická sbírka
- 1998 – Volanie žeriavov (Žuravlynnyj klyč)[11] bibliofilie, kterou vydal Zväz Rusínov-Ukrajincov Slovenskej republiky k 40. výročí jeho tvorby
- 2001 – Nepokojom sa cesta stelie (Trivohami doroha steliťsia)[12] – básnická sbírka
- 2006 – Verše zo zabudnutých zošitov (Virši iz zabutych zošitiv)[13] – básnická sbírka
- 2011 – Jesenné reflexie (Osinni refleksii)[14] – básnická sbírka

### Próza
- 1980 – Keď idú dažde (Koly iduť došči)[15]
- 1989 – Ešte spieva škovránok (Šče spivaje žajvoronok)[16]

### Antologie
- 1977 – Soňačni krynyci[17] Antologie poezie ukrajinských spisovatelů na Slovensku
- 2007 – Z vyhne času (Iz kuzni času)[18] – Antologie současné slovenské poezie přeložené do ukrajinštiny autorem.[19]

### Překlad
- 1995 – Bernardo Guimarães: Izaura[20] – knižní překlad románu z ruského překladu do slovenštiny
- 2006 – Jozef Leikert: Pominuteľnosť (Nedovhovičnisť)[21], Kyjev - překlad díla do ukrajinštiny

### Překlady autorových děl
- 1982 – Srdce ako slnce[22] – kolektivní sborník, v němž byly uveřejněny jeho básně ve slovenském překladu
- 1983 – Ráno pod Karpatami[23] – český sborník
- 1988 – A Karpátok éneke[24] – sborník, krátké prózy a básně v maďarském překladu
- 1990 – Korene[25] – antologie krátké prózy autorů ukrajinské národnosti v ČSSR i s ukázkami z jeho tvorby
- 2002 – Sú také chvíle[26] – slovenský překlad, kolektivní sborník

## Ocenění
Literární Fond Slovenska ocenil Eliáše Galajdu několikrát Cenou Ivana Franka za literární činnost:
- 1994 – za původní tvorbu v ukrajinském jazyce za sbírku Můj smutek každodenní
- 2006 – za překlad sbírky básní Josefa Leikerta: Pomíjivost (Nedovhovičnisť) do ukrajinštiny[27]
- 2007 – za překlad antologie Z vyhne času[28]
- 2011 – za básnickou sbírku Podzimní reflexe[29]

Prémie:
- 2001 – prémie za původní dílo v ukrajinském jazyce[30]

Časopis Sobornisť (ukrajinsky Соборність) mu udělil Mezinárodní literární cenu Ivana Košelivca (ukrajinsky Міжнародна літературна премія імені Івана Кошелівця) za rok 2010 za povídku Slovo pro žajvoronkiv.

## Zájmy
Věnoval se i sochařství (měl tři samostatné výstavy plastik upravených ze samorostů) a překládání slovenské a české poezie a prózy do ukrajinštiny a ruštiny. Přispíval do různých periodik, zpíval lidové písně.